# Hermawan Susanto
Hermawan Susanto (27 settembre 1967) è un ex giocatore di badminton indonesiano.

## Palmarès

### Olimpiadi
- 1 medaglia:
  - 1 bronzo (Barcellona 1992 nel singolo)

### Mondiali
- 1 medaglia:
  - 1 argento (Birmingham 1993 nel singolo)

### Thomas Cup
- 1 medaglia:
  - 1 oro (Giacarta 1994)